# Pterodroma ultima
Pterodroma ultima là một loài chim trong họ Procellariidae.
Người ta ít biết về loài chim này. Loài này hiện diện ở Nam Thái Bình Dương, làm tổ trên các bãi đá và vách đá ra khỏi hòn đảo nhiệt đới của đại dương trong nhóm đảo Austral, Tuamotu, và Pitcairn. Những con chim loài này đã được ghi nhận ngoài khơi bờ biển quần đảo Hawaii rất xa bờ biển Thái Bình Dương của Hoa Kỳ.